# 海利根布伦
海利根布伦是奥地利布尔根兰州居辛县的一个市镇。总面积33.51平方公里，总人口884人，人口密度26.4人/平方公里（31 dicembre 2005年）。